# Choranthias
Choranthias ist eine Fischgattung aus der Gruppe der Fahnenbarsche (Anthiadidae), die im westlichen Atlantik an der Küste von North Carolina, bei Bermuda, im südöstlichen Golf von Mexiko, an den Küsten von Yucatan und Puerto Rico, in der südlichen Karibik, sowie im mittleren Atlantik am Sankt-Peter-und-Sankt-Pauls-Felsen vorkommt. Die zwei Arten der Gattung Choranthias gehörten vor ihrer Einführung im Jahr 2012 zu Anthias bzw. Pronotogrammus.

## Merkmale
Die Fische erreichen eine Maximallänge von 12,5 cm. Sie haben einen länglich ovalen, rötlich gefärbten Körper. Die Schuppen sind Kammschuppen mit nur schwach ausgebildeten Zähnchen. Nebenschuppen („accessory scales“) fehlen. Auch die Maxillare ist beschuppt. Die vorderen und hinteren Nasenöffnungen stehen relativ weit auseinander. Wie bei Pronotogrammus befindet sich am hinteren Rand der vorderen Nasenöffnung ein filamentartiger Auswuchs. Bei geschlossenem Maul überragt der Oberkiefer leicht den Unterkiefer. Die Prämaxillare ist vorstülpbar (protraktil). Der obere Ast der Präoperculums ist gesägt, der untere ist glatt. Am Winkel des Präoperculum befindet sich ein Stachel. Die meisten Kieferzähne sind klein, nur wenige sind als größere Fangzähne ausgebildet. Auch der Gaumen ist mit kleinen Zähnen besetzt. Entopterygoid und Zunge sind zahnlos. Die Schwanzflosse ist tief gegabelt. Als einzige Fahnenbarschgattung hat Choranthias eine unterbrochene Seitenlinie. Dies Merkmal tritt bei anderen Fahnenbarschen ansonsten nur noch bei einzelnen Individuen von Pronotogrammus multifasciatus auf.
Morphometrie:
- Flossenformel: Dorsale X(IX)/(14)15; Anale III/7–9, Pectorale 19–22, Caudale 15(8+7)/13(7+6)
- Schuppenformel: SL 46–57/25–28.
- Wirbel: 26(10+16).
- Kiemenreusendornen: 32–39.

## Arten
Zur Gattung Choranthias gehören zwei Arten:
- Choranthias salmopunctatus (Lubbock & Edwards, 1981)
- Choranthius tenuis (Nichols, 1902)

## Belege
1. 1 2  Paolo Parenti u. John E. Randall: An annotated checklist of the fishes of the family Serranidae of the world with description of two new related families of fishes. FishTaxa (2020) 15: 1–170. S. 11 u. 12.
2. 1 2 3  William D. Anderson, Phillip C. Heemstra (2012): Review of Atlantic and eastern Pacific Anthiine fishes (Teleostei: Perciformes: Serranidae), with descriptions of two new genera. Transactions of the American Philosophical Society, New Series 102(2): 1–173. Seite 59–63.
3. ↑  Choranthias auf Fishbase.org (englisch)